# Marinha Portuguesa
A Marinha Portuguesa (MP) — também conhecida de modo semi-oficial como Armada Portuguesa (AP) ou Marinha de Guerra Portuguesa — é o ramo das Forças Armadas Portuguesas que tem por missão cooperar, de forma integrada, na defesa militar de Portugal, através da realização de operações navais. A Marinha desempenha também missões no âmbito dos compromissos internacionais assumidos por Portugal, bem como missões de interesse público.
Ao longo dos séculos, a Marinha Portuguesa passou por várias transformações, adaptando-se às mudanças políticas e tecnológicas. No século XVIII, enfrentou desafios significativos devido às guerras europeias e à perda das colônias americanas. Tais fatos influenciaram profundas mudanças que ocorreram no órgão ao passar das décadas seguintes.
Durante o século XX, a Marinha de Guerra Portuguesa tomou parte em eventos como a Primeira e a Segunda Guerra Mundial, bem como na Guerra Colonial Portuguesa. Estes conflitos moldaram o modo pelo qual a instituição agiria futuramente. A Marinha também desempenhou um papel importante nas transições políticas internas, incluindo a Revolução dos Cravos de 1974.

Atualmente, a Armada Portuguesa participa em missões de paz, operações humanitárias e de resgate, colaborando com organizações internacionais para combater ameaças como a pirataria e o tráfico de drogas. A 12 de Dezembro de 2017 a Marinha Portuguesa comemorou os seus 700 anos com uma cerimónia e desfile militar de 40 navios no Rio Tejo, à passagem pela cidade de Lisboa.

Brasão de Armas da Marinha Portuguesa

## Missão
A missão da Marinha Portuguesa é a promoção e proteção dos interesses de Portugal no e através do mar através do uso da Defesa, Segurança e Autoridade, e Desenvolvimento para permitir ao país o uso livre, justo e sustentável do mar.
Segundo a Marinha, para o cumprimento dessa missão, faz-se necessário o uso de "processos-chave" como as operações militares, o combate à pirataria, missões para embargo e interdição marítima, incentivo a missões de estudo científico da zona marítima portuguesa, missões arqueológicas no oceano, dentre outras, sendo enfatizado pela organização a constante evolução de seus métodos e gestão.

## História

### Criação
A Marinha Portuguesa tem uma história bastante antiga, que se liga à própria história de Portugal. Durante o cerco de Lisboa em 1147 o primeiro rei de Portugal já dispunha de algumas galés que utilizou em batalha. Em 1180, também durante o reinado de D. Afonso Henriques, ao largo do Cabo Espichel, uma esquadra de 10 galés muçulmanas desembarcaram em São Martinho do Porto tentando surpreender a guarnição portuguesa perto de Porto de Mós. Foram derrotados por D. Fuas Roupinho com elevado número de baixas e captura do Almirante inimigo. D. Fuas depois de avisar o rei que se encontrava em Coimbra, viajou até Lisboa para reunir nove galés. Aproveitando as baixas sofridas pelos opositores, capturaram de seguida, ao largo do Cabo Espichel, as embarcações da esquadra muçulmana em fuga.
É o Rei D. Dinis quem decide, pela primeira vez, inaugurar uma organização permanente da Marinha Real sendo nomeado o primeiro Almirante do Reino, Nuno Fernandes Cogominho, que permaneceu neste cargo até sua morte em 1316, sendo sucedido pelo genovês Manuel Pessanha no ano seguinte, num acordo que tornou a Armada Portuguesa a mais antiga do mundo. Cinco anos depois, a Marinha portuguesa atacou com sucesso os portos muçulmanos do norte da África, marcando o início da participação ativa da mesma. Entre 1336 e 1341, realizam-se as primeiras tentativas de expansão marítima, com a expedição às Ilhas Canárias, com o patrocínio de D. Afonso IV. Em 1380 foi criada a Companhia das Naus que funcionava como uma companhia de seguros para os navios portugueses.
No contexto da Crise dinástica de 1383-1385, a Marinha Portuguesa teve participação ativa na guerra contra Castela. Uma campanha naval portuguesa conduzida na Galiza levou à conquista das cidades costeiras de Baiona, La Coruña e Neda, bem como à destruição da base naval de Ferrol e de vários navios que se encontravam a caminho para reforçar as forças castelhanas que se encontravam sitiando Lisboa. Em julho de 1384, a Marinha portuguesa conseguiu quebrar o cerco castelhano a Lisboa e abastecer a cidade, derrotando a Marinha castelhana na Batalha Naval do Tejo.

### Séculos XV e XVI
No final do século XIV, dá-se início à expansão ultramarina portuguesa que se irá manter até século XVI. A Marinha toma aí o papel principal, primeiro explorando os oceanos e depois combatendo as potências que se opunham ao domínio português. A partir daí, a Marinha Portuguesa passa a actuar muito mais ativamente.
Até 1415, a Armada Portuguesa caiu em certo desuso, porém, a conquista de Ceuta naquele ano marcou o ressurgimento da Marinha. Esta é considerada a primeira grande operação de grande porte da Armada no século XV. Ela reuniu 250 navios e mais de 50 000 homens. A realização desta operação exigiu uma reforma completa nos estaleiros de Lisboa, São Marinho do Porto, Porto e Lagos. Esta força saiu de Lisboa a 25 de julho de 1415 e foi dividida em duas capitanias: navios de guerra, comandados por D. João I, e navios de transporte, comandados pelo infante D. Pedro. A força desembarcou em Ceuta a 21 de agosto e, após a conquista desta cidade, regressou a Lisboa em 2 de setembro.

A embarcação utilizada no início dos Descobrimentos era a caravela, variando entre cinquenta e 160 toneladas. Os primeiros resultados surgiram cedo e Gonçalves Zarco descobriu a Ilha do Porto Santo em 1419 e a Ilha da Madeira em 1420, Diogo de Silves descobriu a ilha açoriana de Santa Maria em 1427. A partir de 1440, a caravela se torna o meio de transporte marítimo oficial dos descobrimentos portugueses. Em 1424, Gil Eanes atravessou o Cabo Bojador. Diogo Cão chegou à foz do rio Zaire em 1482. No mesmo ano, o castelo de São Jorge da Mina é construído na costa da África Ocidental, por Diogo de Azambuja, tornando-se uma das mais importantes bases navais portuguesas. Em 1488, Bartolomeu Dias tornou-se o primeiro europeu a navegar pelo extremo sul da África, contornando o Cabo da Boa Esperança.

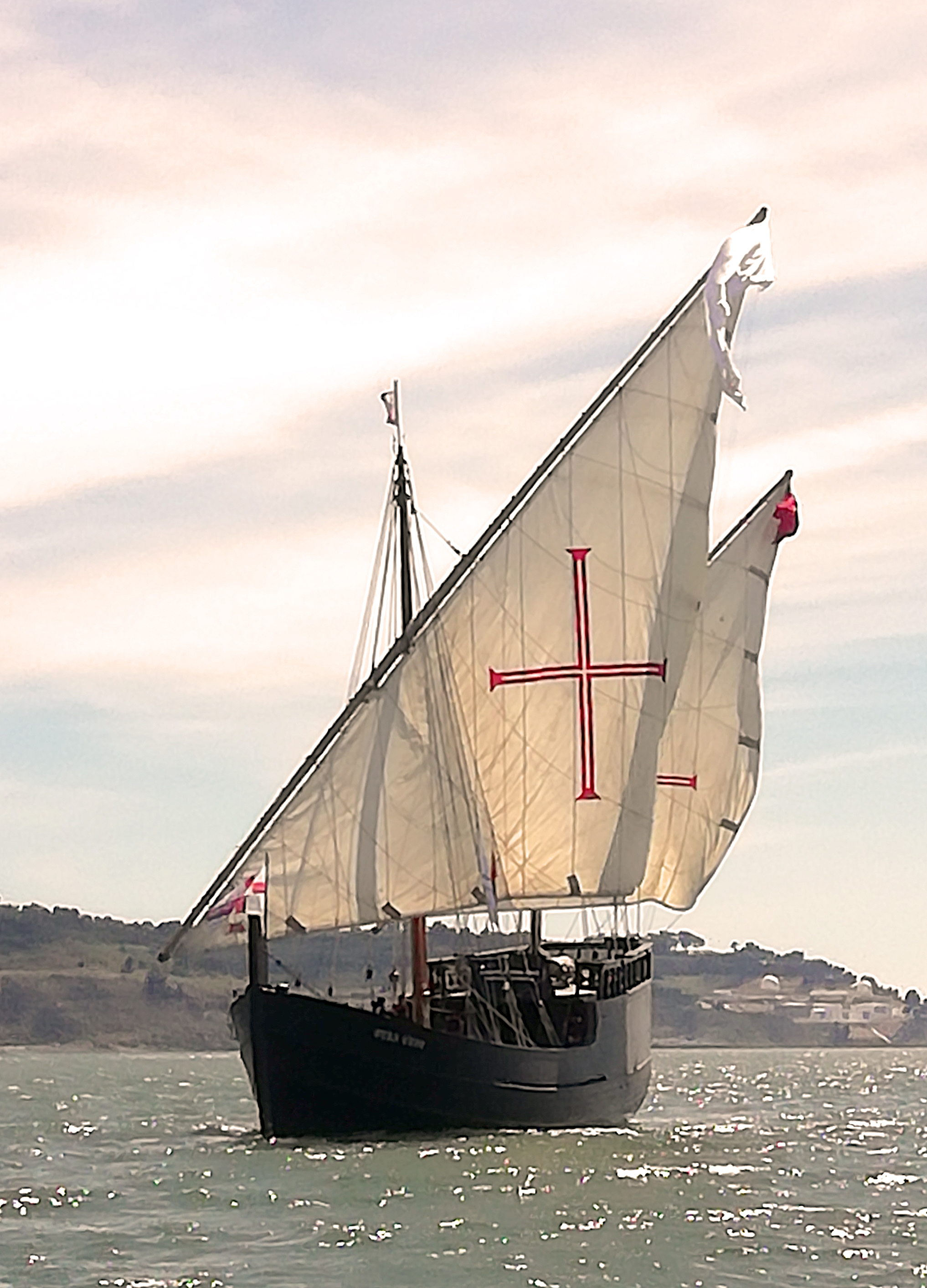
Réplica de caravela portuguesa do século XVI

Há relatos de que João Vaz Corte-Real tenha chegado à Terra Nova em 1473, mas o crédito pela da descoberta e mapeamento desta terra e de parte do litoral canadense foi dado aos irmãos Corte-Real, seus filhos, numa tentativa fracassada de encontrar a Passagem Noroeste, para o Oceano Índico, em 1501. Em 1499, João Fernandes Lavrador e Pêro de Barcelos chegam ao Labrador (que leva o nome do anterior) e mapeiam a sua costa. A maior conquista destas viagens de exploração foi alcançada por Vasco da Gama, que em 1498 se tornou o descobridor da rota marítima para a Índia. Essa descoberta propiciou que, ao liderar uma segunda Armada portuguesa de treze navios para a Índia, Pedro Álvares Cabral descobrisse e explorasse o Brasil, reivindicando-o para Portugal. No mesmo ano, Diogo Dias, como um dos Capitães da frota da Índia de Pedro Álvares Cabral, se separa da frota principal por uma tempestade ao cruzar o Cabo da Boa Esperança, tornando-se o primeiro europeu a chegar a Madagáscar.

Com o início da exploração do Oceano Índico, os portugueses começam a substituir as caravelas pelas grandes naus. Em 1509, Francisco de Almeida obtém uma grande vitória contra os muçulmanos na Batalha naval de Diu, firmando o domínio português na Índia. No ano seguinte Afonso de Albuquerque conquistou Goa, na Índia e, em 1511, Malaca, na Malásia. Em 1515 os portugueses passam a controlar o Estreito de Ormuz, no Golfo Pérsico. Já no Extremo Oriente, os navegadores portugueses continuaram o seu progresso explorando o sudeste da Ásia, tendo chegando à China dois anos antes. No mesmo período chegaram à Ilha de Taiwan (batizando-a de Formosa) e foram os primeiros europeus a chegar ao Japão, em 1543.

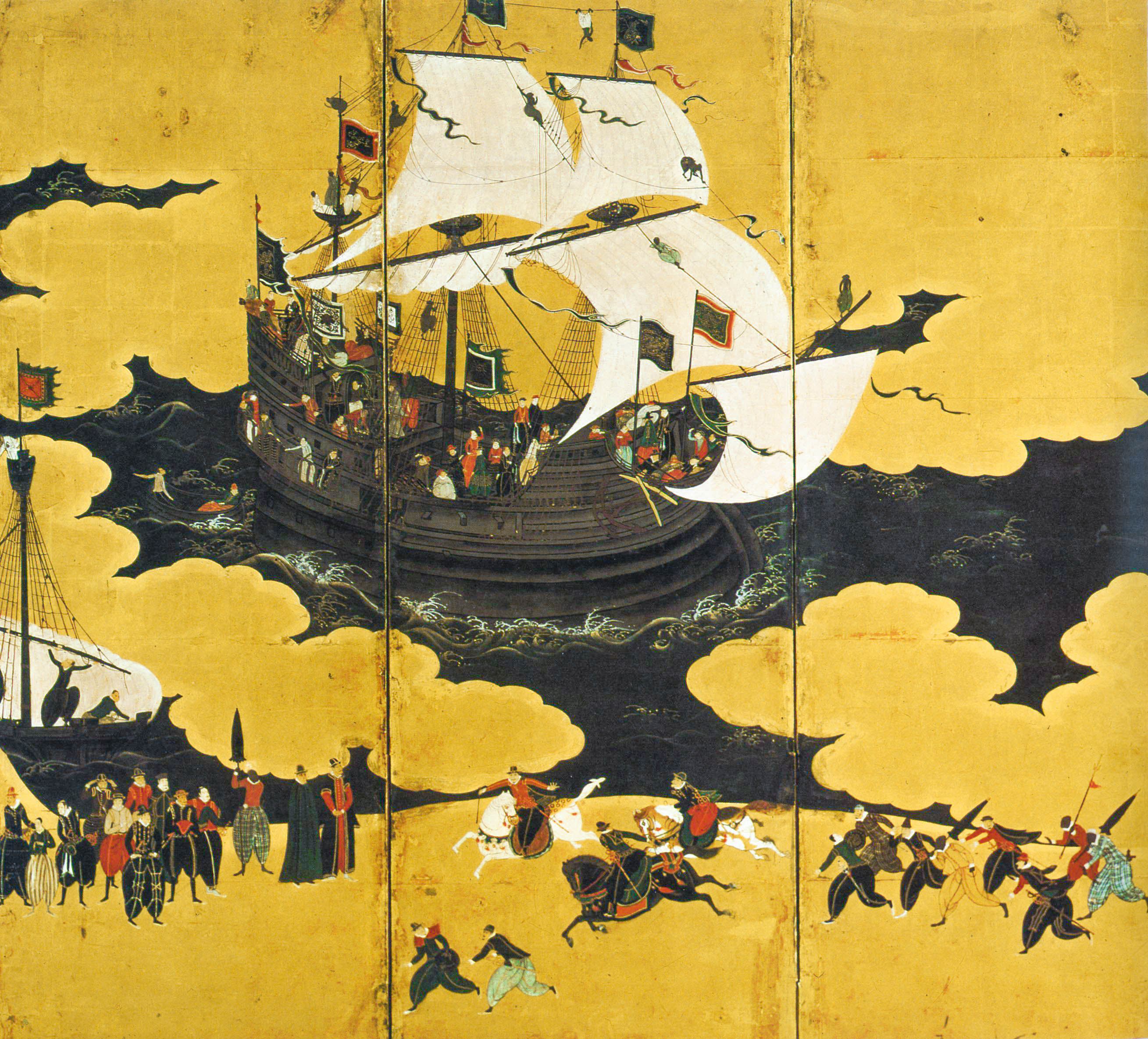
Nau portuguesa no Japão, final do século XVI

As conquistas portuguesas no oriente continuaram nas décadas seguintes, com os combates navais permanecendo como decisivos para as mesmas. Para auxiliar as forças cristãs na conquista de Tunes em 1535, D. João III enviou o galeão português Botafogo, o navio de guerra mais poderoso do mundo à época, armado com 366 canhões e sob o comando do irmão do rei, o Infante D. Luís, duque de Beja. Já em 1542 os portugueses realizaram explorações no Mar Vermelho que tiveram de ser interrompidas após a descoberta de navios turcos no local.
No Ocidente, os portugueses teriam visitado a Austrália em 1520, mas isto não é reconhecido oficialmente no meio académico e científico. Nesse mesmo ano, Fernão de Magalhães iniciou sua circum-navegação. Em 1567, uma esquadra naval portuguesa, sob o comando de Mem de Sá, tomou o Forte Coligny e expulsou os franceses da Baía de Guanabara.

#### Dinastia de Habsburgo

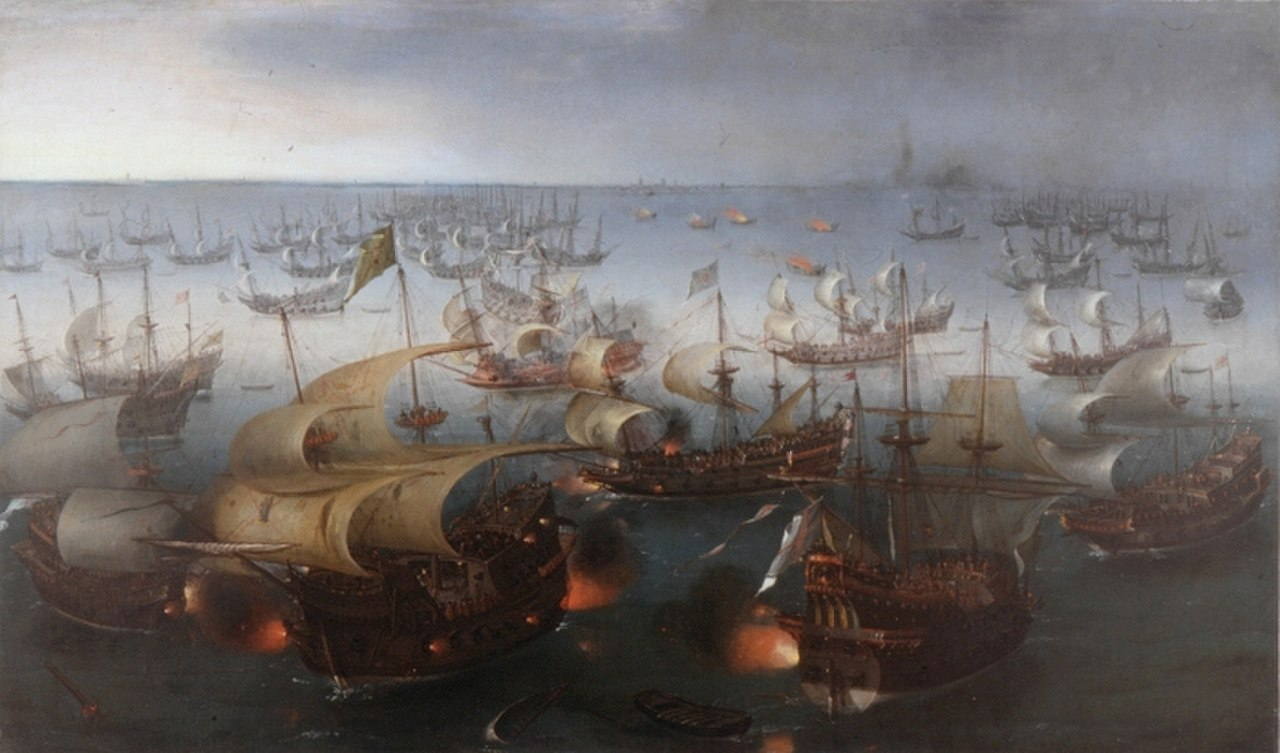
O galeão português São Martinho, nau capitânia da Invencível Armada Espanhola, na Batalha de Gravelines

Durante a União Ibérica, Portugal continuou a ser formalmente um reino independente com sua própria Marinha, mas sua política externa e naval tornou-se cada vez mais subordinada e orientada pelos interesses espanhóis. Em 1588 a esquadra portuguesa é utilizada por Filipe I de Portugal (Filipe II de Espanha) para combater os inimigos do rei. Por causa disso os mais poderosos navios portugueses foram incorporados à Invencível Armada, e Lisboa foi o porto escolhido para organizar a invasão da Inglaterra. Mas as tempestades e os ataques ingleses acabaram causando a destruição da Armada. Portugal forneceu a mais poderosa esquadra de navios dessa Armada, incluindo sua nau capitânia, o galeão São Martinho (chamado de San Martin pelos espanhóis). A participação portuguesa incluiu um total de dezasseis embarcações e mais de 5 800 homens. Esta expedição culminou na batalha naval de Gravelines.
A partir de 1595 a Marinha Portuguesa também esteve envolvida na Guerra Luso-Holandesa, que resultou em vários confrontos navais entre holandeses e portugueses na América, África e na Ásia. Assim, ligado à Espanha por uma monarquia dual, Portugal viu seu grande império ser atacado por ingleses, franceses e holandeses, todos inimigos da Espanha. A reduzida população portuguesa (cerca de um milhão) não foi suficiente para resistir a tantos inimigos, e o Império começou a desmoronar.
Ainda assim, no ano 1618, é fundado o primeiro regimento de infantaria naval português (Terço da Armada da Coroa de Portugal), origem do moderno corpo de fuzileiros navais de Portugal e do Brasil. Em 1625 depois de uma batalha de 14 dias contra ingleses e holandeses no Golfo Pérsico, a Marinha Portuguesa, comandada por Rui Freire de Andrade, recupera o controle estratégico do Estreito de Ormuz. Paralelo a isso, uma grande expedição militar e naval luso-espanhola foi organizada em abril do mesmo para retomar a cidade de Salvador, no Brasil, aos holandeses, que haviam conquistado a cidade um ano antes. Sendo a frota portuguesa comandada por Manuel de Menezes e composta por 22 navios e cerca de 4 000 homens, incluindo o Terço da Armada da Coroa de Portugal.
Em 1640 Portugal reconquista sua independência e iniciasse a Guerra da Restauração Portuguesa contra as forças espanholas. Embora a ameaça da poderosa Marinha espanhola existisse, nenhum grande confronto naval veio a ocorrer e a guerra acabou sendo travada principalmente em terra. Paralelamente, Portugal fez acordos de paz com Inglaterra, França e Holanda. Após a Restauração da Independência em 1640, uma frota de 15 navios leva a cabo a reconquista de Luanda aos Neerlandeses em 1648.

### Século XVIII

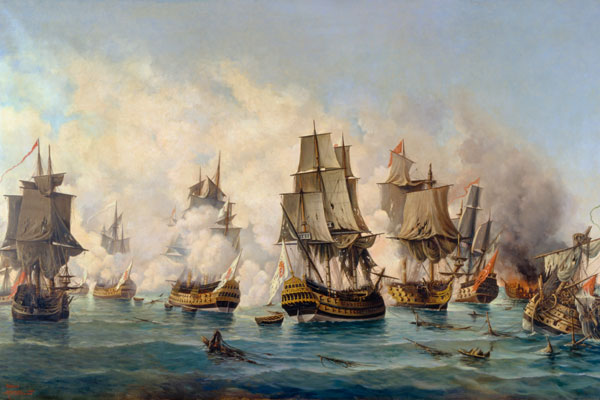
Navios portugueses na Batalha de Matapão, 1717

No século XVIII, a Marinha Portuguesa cresce novamente. Em 1705, uma esquadra de oito navios de linha foi enviada para ajudar a Inglaterra contra as forças franco-espanholas que sitiavam Gibraltar, durante a Guerra da Sucessão Espanhola, expedição esta que culminou na Batalha Naval de Marbella na qual a aliança anglo-luso-neerlandesa venceu, reforçando a aliança entre Portugal e Inglaterra, que havia sido limitada durante a União Ibérica.
A pedido da República de Veneza e do Papa, o rei de Portugal D. João V envia uma frota para deter o avanço otomano no Mediterrâneo. Esta expedição culminaria na Batalha de Matapão, em 19 de julho de 1717, na qual a frota portuguesa, apoiada por navios venezianos e malteses, sob o comando dos portugueses Conde do Rio Grande e Conde de São Vicente, derrota a Marinha Otomana em seu derradeiro esforço de expansão ocidental. Nesse período, grandes navios são construídos para a Armada Portuguesa, nos estaleiros da Ribeira das Naus, em Lisboa, e em Salvador, no Brasil.
Durante este mesmo século, Portugal passa a travar intensos embates contra as forças espanholas na América do Sul, com as fronteiras na região sendo constantemente redefinidas em razão das inúmeras batalhas. Esse conflito foi marcado pelo avanço luso-brasileiro em direção ao Rio da Prata, enquanto os espanhóis tentavam repetidamente deter este avanço. Os luso-brasileiros alcançam seu objetivo, conquistando a região do atual Rio Grande do Sul. Entretanto, Portugal estava ciente da necessidade de estabelecer uma força regional definitiva para garantir o domínio local. Assim surge a Esquadra do Sul e o Exército do Sul. Entretanto, em 1735, a Espanha reinicia o conflito no que ficou conhecido como a Campanha do Rio da Prata, levando D. João V a enviar a maior força de seu reinado e uma das maiores do período histórico para enfrentar a ofensiva espanhola. Portugal neutraliza as forças espanholas e aceita o acordo inglês para o fim do conflito.
No período de 1756 a 1777, as forças navais portuguesas participaram da Guerra dos Sete Anos e da Guerra Hispano-Portuguesa de 1776-1777, contra os espanhóis na América do Sul, mas com sucesso limitado. Nesse período, sob a liderança de D. Martinho de Melo e Castro, secretário de Estado da Marinha, a Marinha portuguesa sofre uma grande reforma e modernização. A partir dessa reforma, a Armada mais uma vez passará por um franco crescimento e ressurgimento, marcado pela construção de um novo Arsenal da Marinha e pela participação em conjunto com a Inglaterra em diversas operações nas décadas seguintes.

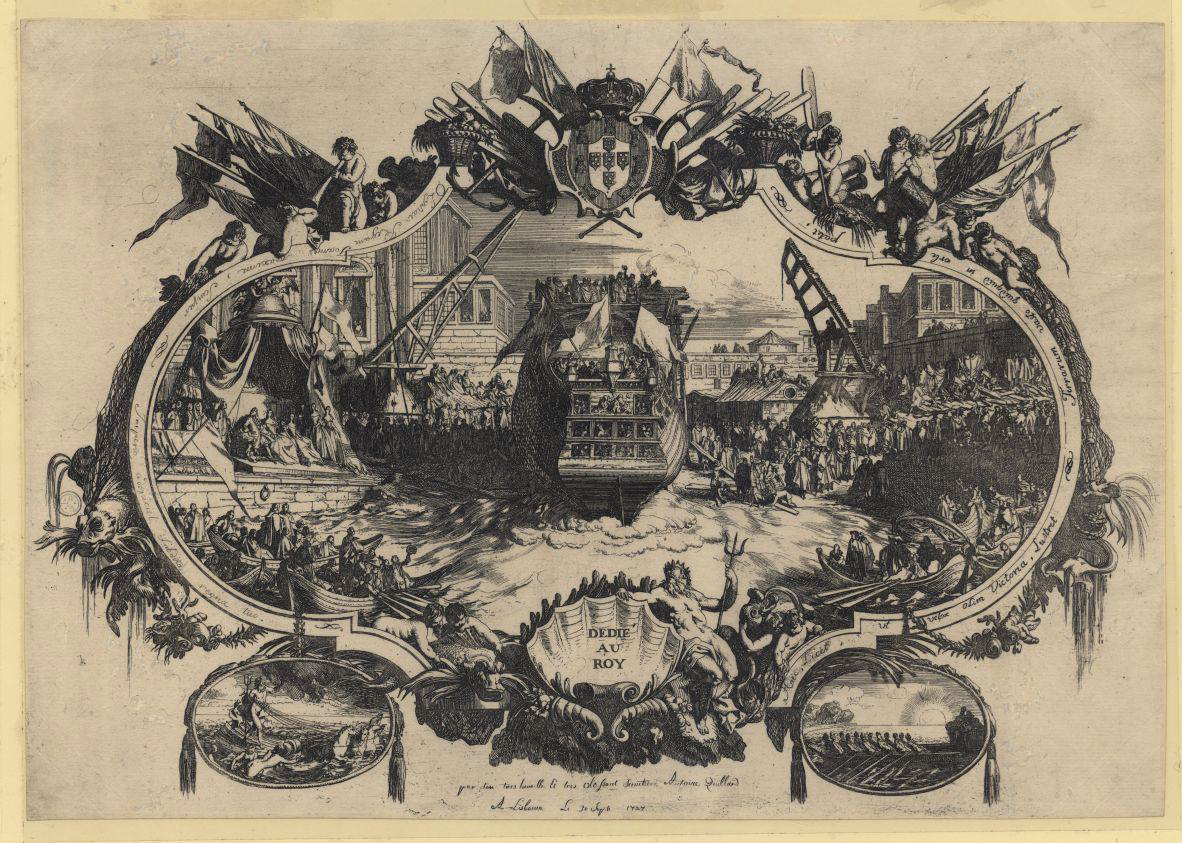
Lançamento da Nau Nossa Senhora da Lampadosa, na Ribeira das Naus, em 1727

Desde muitas décadas a Marinha Portuguesa notou uma crescente necessidade de maior especialização do seu oficialato em determinadas áreas do saber náutico. Para resolver esta questão, em 1792, foi criada a Real Academia dos Aspirantes (Academia Real dos Guardas-Marinhas), como uma academia naval de nível universitário. Esta Academia daria origem às atuais Escolas Navais de Portugal e do Brasil.
Após a execução de Luís XVI da França pelos revolucionários franceses, Portugal entra na Guerra da primeira coligação, contra a França revolucionária, como consequência direta de tratados previamente firmados. Em 1793, a Marinha Portuguesa foi incumbida de transportar o Exército Expedicionário Português enviado para ajudar a Espanha na Campanha do Rossilhão contra a França. Isso foi feito pelo Esquadrão de Transporte organizado com quatro navios de linha, uma fragata, quatro navios de transporte e 10 navios mercantes.
Para ajudar o Reino Unido a se defender de uma possível invasão francesa, a Marinha portuguesa organizou e enviou o Esquadrão do Canal, com cinco navios de linha, duas fragatas, dois bergantins e um navio-hospital. De julho de 1794 a março de 1796, sob o comando de António Januário do Valle, a Esquadra do Canal da Mancha patrulhava o Canal da Mancha em cooperação com a Marinha Real Britânica.
Em 1798 uma esquadra portuguesa, comandada pelo Marquês de Nisa, participa do cerco de Malta com a marinha britânica. A Marinha portuguesa terminou o século XVIII com uma frota que incluía 13 navios de linha, 16 fragatas, 3 corvetas, 17 brigue e oito navios de apoio. Além disso, as forças navais portuguesas incluíam também a Armada da Índia, baseada no Oceano Índico, com um navio de linha e seis fragatas.

### Século XIX

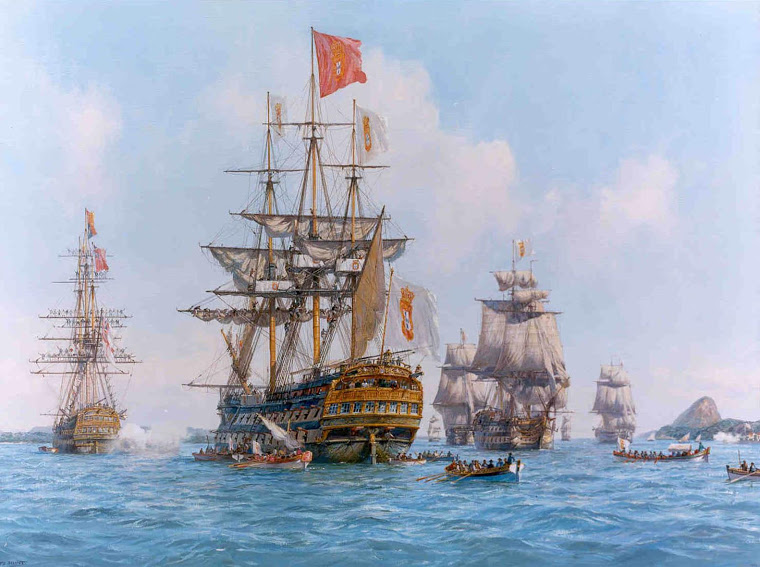
A nau Príncipe Real, no Rio de Janeiro, em 1808

Em novembro de 1807, em meio à invasão francesa de Portugal, a Marinha Portuguesa é incumbida de fazer o transporte da família real para o Brasil. Nessa missão de transporte a esquadra portuguesa era liderada pela Nau Príncipe Real, de 90 canhões, a qual levava a bordo o Príncipe Regente D. João. Ao todo foram transportadas, para o Brasil, 15 000 pessoas.
Em retaliação à invasão francesa de Portugal, as forças portuguesas no Brasil conquistaram a Guiana Francesa em janeiro de 1809. A invasão anfíbia é feita por uma flotilha naval portuguesa apoiada por uma fragata britânica, uma força de fuzileiros navais da Brigada Real da Marinha associada a brasileiros regulares. A Marinha Portuguesa também se engajou em operações nas águas do Sudeste Asiático. Entre novembro de 1809 e fevereiro de 1810, as forças navais portuguesas baseadas em Macau realizam uma campanha contra os piratas chineses, derrotando-os em uma série de ações navais em Boca do Tigre.
Em 1822 o Príncipe D. Pedro declara a Independência do Brasil e a nova Marinha do Brasil é constituída, em sua maioria, pelos navios portugueses que então se encontravam no Brasil junto com suas respectivas tripulações. Na breve Guerra da Independência do Brasil, ocorrem pequenos embates navais, entre a Marinha do Brasil e as forças navais portuguesas no Brasil que se mantiveram leais ao Governo de Lisboa.

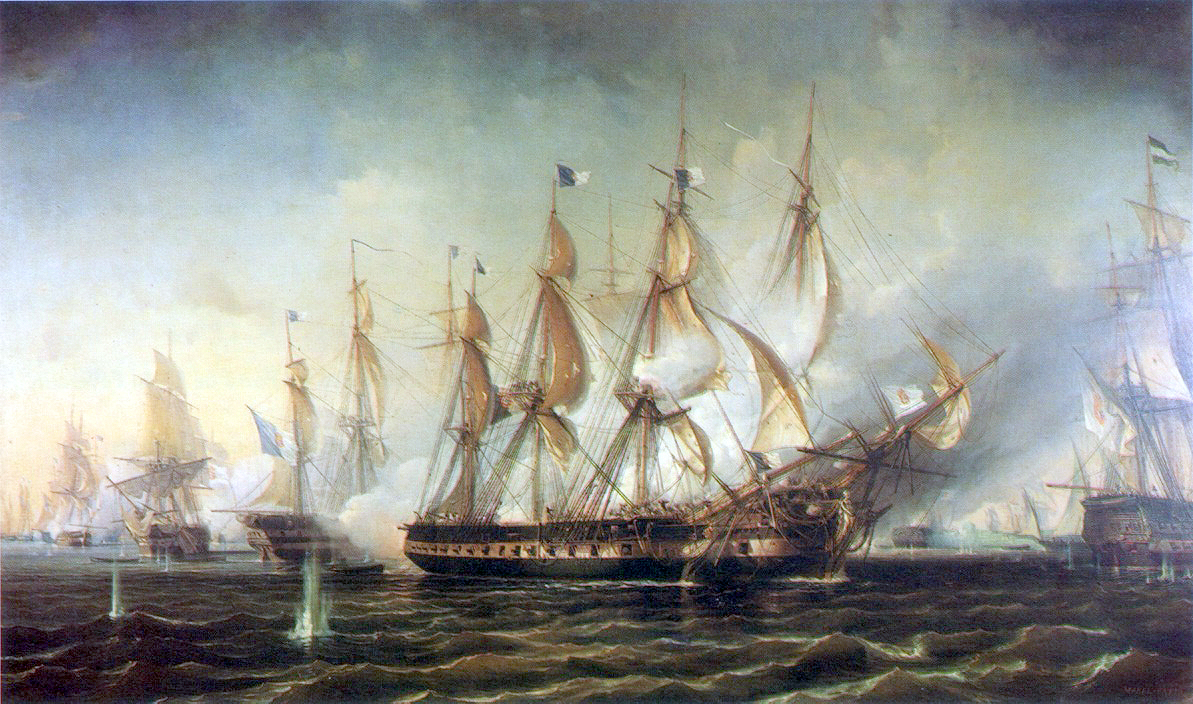
Batalha do Cabo de São Vicente, de 1833, entre a Marinha Miguelista e a Liberal

Com a morte do rei D. João VI, Portugal entra em um período de instabilidade que culminaria, anos mais tarde, na Guerra Civil Portuguesa na qual o Príncipe D. Pedro lutou contra seu Irmão D. Miguel que usurpou o trono de D. Maria II (filha de Pedro). Pedro reuniu, então, uma frota de cerca de 60 navios, sob o comando de George Rose Sartorius, que em 8 de Julho de 1832, desembarcou uma força de 7 500 homens perto do Mindelo, de onde avançam para a vizinha Cidade do Porto, conquistando-a no dia seguinte. O exército liberal fica, então, sitiado no Porto pelo exército miguelista que se concentra nos arredores da cidade. Ocorre então um impasse durante um ano inteiro, sem que nem as forças miguelistas conseguissem tomar a cidade nem os liberais conseguissem romper o cerco. Para quebrar o impasse, os liberais decidem então abrir outra frente na retaguarda das forças inimigas. Uma frota naval parte do Porto a 20 de junho de 1833, com metade do exército liberal a bordo, e desembarca no Algarve. Na viagem de regresso, a frota liberal, sob o comando de Charles Napier, encontra e derrota a frota miguelista comandada por Manuel António Marreiros, na Batalha do Cabo de São Vicente, em 5 de julho de 1833. A Guerra Civil terminou finalmente a 24 de maio de 1834, quando D. Miguel I assinou a Concessão de Evoramonte, renunciando à todas as suas reivindicações ao trono português.

### Século XX

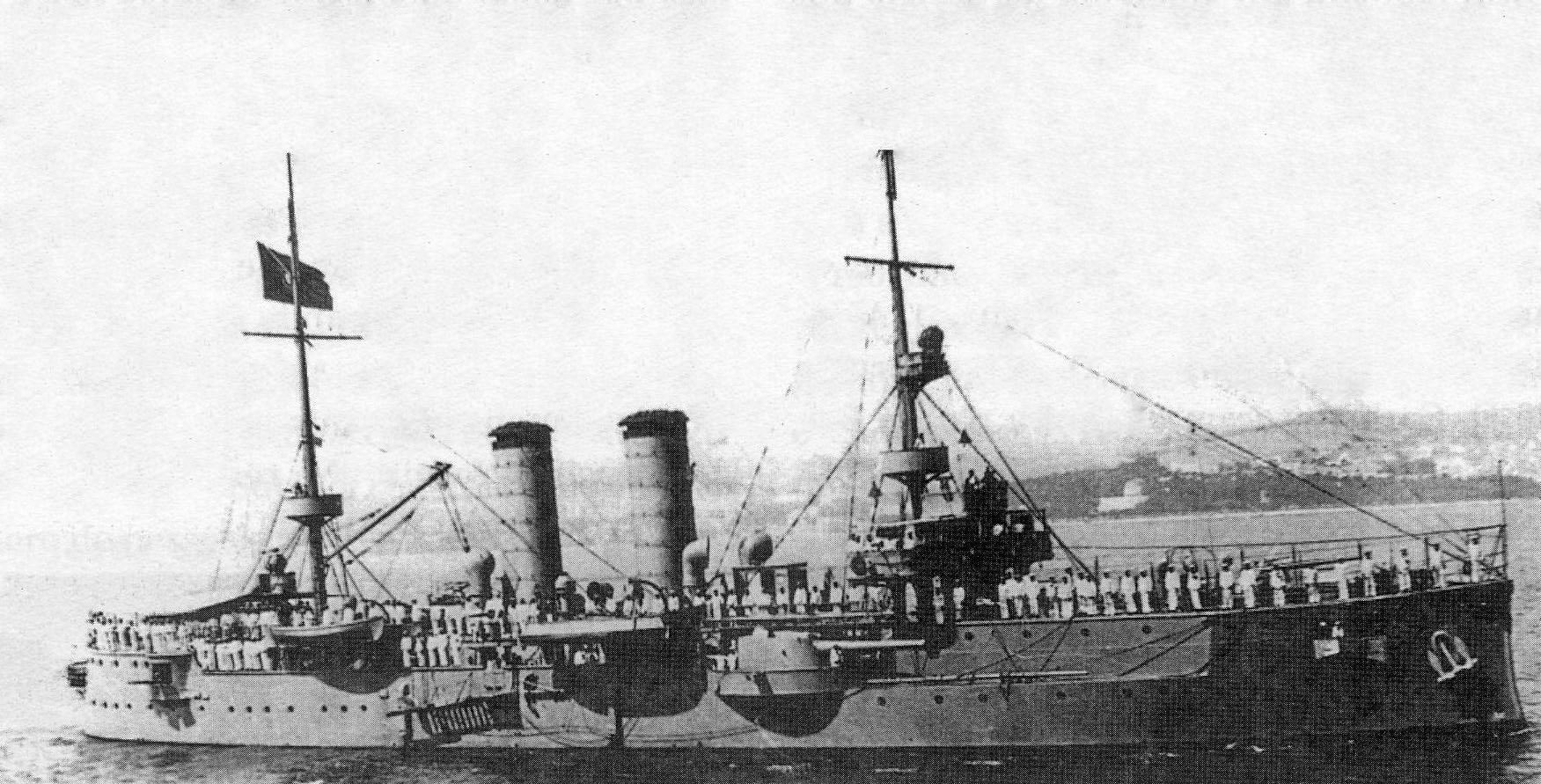
Couraçado Vasco da Gama, um dos principais navios da Marinha Portuguesa no início do século XX

A partir de meados do século XIX, início do século XX, a Marinha Portuguesa torna-se essencialmente uma Marinha Colonial, sendo a sua principal função o apoio às guerras de pacificação e ocupação dos territórios coloniais africanos. Esta fase teve como marco inicial a Conferência de Berlim. A partir daí, a Marinha Portuguesa atuou em diversas frentes, tendo em vista a afirmação da soberania da metrópole sobre a colónia. Para tanto, diversos levantamentos hidrográficos e cartográficos foram realizados, principalmente em Moçambique, Angola e Guiné.
No ano de 1907, foi preconizada a reorganização da Secretaria de Estado da Marinha e Ultramar, estabelecendo-se uma equivalência hierárquica entre o comando militar da Armada e Administração Superior dos Serviços da Marinha (Direção-Geral da Marinha), a par da Administração dos Serviços Fabris. O propósito desta mudança foi proporcionar maior autonomia às divisões da Secretaria de Estado da Marinha e Ultramar, para que o ministro se pudesse concentrar na administração e governação, com independência e ação efetiva, garantindo maior eficiência organizacional.
Já em 1910, ocorre a Implantação da República Portuguesa. Neste momento, o país enfrentava sérias dificuldades em manter seu domínio sobre suas colónias africanas, agora agravadas por uma crescente instabilidade política. Tal fato é exemplificado quando, de 1910 a 1920, o Ministério da Marinha teve 26 titulares. Logo no ano seguinte à implantação da República, foi criada a Marinha Colonial na dependência do Ministério das Colónias, que resultou do desdobramento em dois do Ministério da Marinha e Colónias, mas com recurso aos meios e pessoal da Marinha de Guerra.

#### Primeira Guerra Mundial
Após o assassinato do arquiduque Francisco Ferdinando, em 1914, sucedido pela Crise de Julho, inicia-se a Primeira Guerra Mundial. Neste contexto, os principais objetivos de Portugal consistiam em consolidar o sistema republicano e a integridade territorial, com as colónias inclusas. Para tanto, a proteção nas fronteiras que Angola e Moçambique tinham com colónias alemãs foram reforçadas.
Em 24 de agosto de 1914, ocorre um ataque alemão ao posto de Maziúa no rio Rovuma, no norte de Moçambique, matando um sargento enfermeiro da Marinha e seis soldados, as primeiras baixas portuguesas na guerra, apesar de sua neutralidade. Logo em outubro, um incidente na fronteira sul de Angola mata três soldados alemães. Os embates aumentaram e logo foi decidido que um reforço militar nas áreas disputadas era necessário. Com este objetivo, o contingente nacional do Exército enviado para Angola foi reforçado com um Batalhão de Marinha, com 512 praças, 33 sargentos e 18 oficiais. Este Batalhão chegou em finais de 1914, progredindo para leste até Tchicusse.
A partir do momento que o domínio alemão na região se rendeu, o objetivo tornou-se controlar os indígenas revoltosos. Para alcançar este objetivo, as forças precisavam chegar ao extremo sul de Angola, em N'Giva, ganhando controlo sobre todo o espaço geográfico adjacente. Assim, a coluna militar ocupou uma posição de força em Humbe, a junho de 1915. Em 20 de agosto, ocorreram combates em Môngua, onde o efetivo português de 3 mil soldados, incluindo membros da Armada, defrontaram entre 50.000 e 60.000 nativos cuanhamas, cuamatos, evales, cuambis e foragidos do humbe. Após vencerem este embate, as forças portuguesas garantiram seu domínio sobre N'Giva, oficializado em setembro do mesmo ano. O Batalhão de Marinha regressou a Portugal em outubro, com 15 baixas, sendo duas em combate, doze por doenças e uma por motivo fortuito. Ainda nesse ano, foi definida uma nova constituição do Conselho Superior da Armada, marcada pela presença, enquanto vogal, do Major General do Exército. Sempre que os assuntos a tratar fossem do âmbito geográfico das colónias, seriam igualmente vogais o Director-geral das Colónias e o chefe da 6ª Repartição da mesma Direcção-geral. Também foi decretado que, em circunstâncias extraordinárias, todos os serviços de Marinha poderiam ficar subordinados à Majoria General da Armada, a fim de garantir rápida mobilização em caso de envolvimento do país durante a Guerra.
Nesse cenário, Portugal optou por não tomar parte nas ações iniciais da Primeira Guerra Mundial, principalmente por razões de âmbito político e militar. Politicamente, o modelo republicano nacional ainda não gozava de reconhecimento pelas inúmeras monarquias europeias. Um pedido internacional para integrar um bloco de aliados implicaria esse reconhecimento, o que representaria uma espécie de traição ao monarca português por seus familiares. Em termos militares, o valor das Forças portuguesas era baixíssimo. O Exército precisaria de tempo para se mobilizar, enquanto que a Armada não possuía meios navais adequados para uma campanha dessa magnitude. Tal situação levaria a Força a se valer de estratégias para contornar essa situação nos anos subsequentes.
No ano de 1916, a Armada requisitou, junto aos ingleses e baseado no Tratado de Windsor, 70 navios alemães, 1 austríaco e 1 austro-húngaro que se encontravam nos portos nacionais. Para tanto, foi argumentada a escassez de meios navais mercantes para o devido abastecimento do país. A Alemanha julgou esta requisição como desproporcional, declarando guerra a Portugal em 9 de março de 1916. Durante o processo de requisição dos navios, os alemães buscaram inutilizar e danificar aos máximo estes. No final, boa parte desses navios sofreu avarias consideráveis. Do restante, outra boa parte foi entregue à Inglaterra em prol do esforço de guerra. A maioria se perdeu em ação, com os sobreviventes retornando para servirem nos Transportes Marítimos do Estado.
Após a declaração de guerra, foi considerado indispensável que houvesse unidade de comando em todos os serviços que dissessem respeito à defesa militar naval dos portos, no que foi efetivamente decretada a subordinação de todos os serviços a cargo da Direcção-Geral da Marinha e da Administração dos Serviços Fabris à Majoria General da Armada. A fim de fazer valer o esforço de guerra, foram mobilizadas embarcações civis para cabotagem, pesca, tráfego local ou de recreio, pois eram consideradas necessárias para a defesa nacional, ficando as capitanias dos portos responsáveis por efetivar a sua transferência. 27 navios e embarcações foram requisitados. Atendendo ao reduzido número de navios militares da altura, foi necessário improvisar algumas soluções para a defesa marítima nacional. Para isso, diversos arrastões de pesca foram convertidos em navios caça-minas, com vistas da defesa das rotas de acesso aos portos, e em escoltas para proteção da navegação comercial.
No campo da defesa marítima dos portos foi criada uma força de pessoal auxiliar, com estatuto militarizado, constituída pelos tripulantes de todos os navios da marinha mercante, incluindo os pilotos das barra e os sócios dos clubes náuticos, que tivessem pelo menos a carta de timoneiro. Mesmo com todas essas estratégias, além da convocação de reservistas e marítimos, não se observaram significativas nos números das fileiras da Armada Portuguesa nem com o início da Guerra, ou com a entrada de Portugal nela. Nesse período, a defesa ativa dos portos foi uma das principais atividades da Marinha. Neste processo destacou-se o Comandante Leote do Rego, responsável pela Divisão Naval de Defesa e Instrução, que liderou o processo de implementação da defesa marítima nacional.

#### Segunda Guerra Mundial
Durante a 2ª Guerra Mundial a Marinha Portuguesa tem como função principal a garantia da neutralidade portuguesa. Nessa função destaca-se a protecção do estratégico arquipélago dos Açores. No final dessa guerra a Marinha participa na libertação de Timor da ocupação japonesa.

#### Guerra Fria

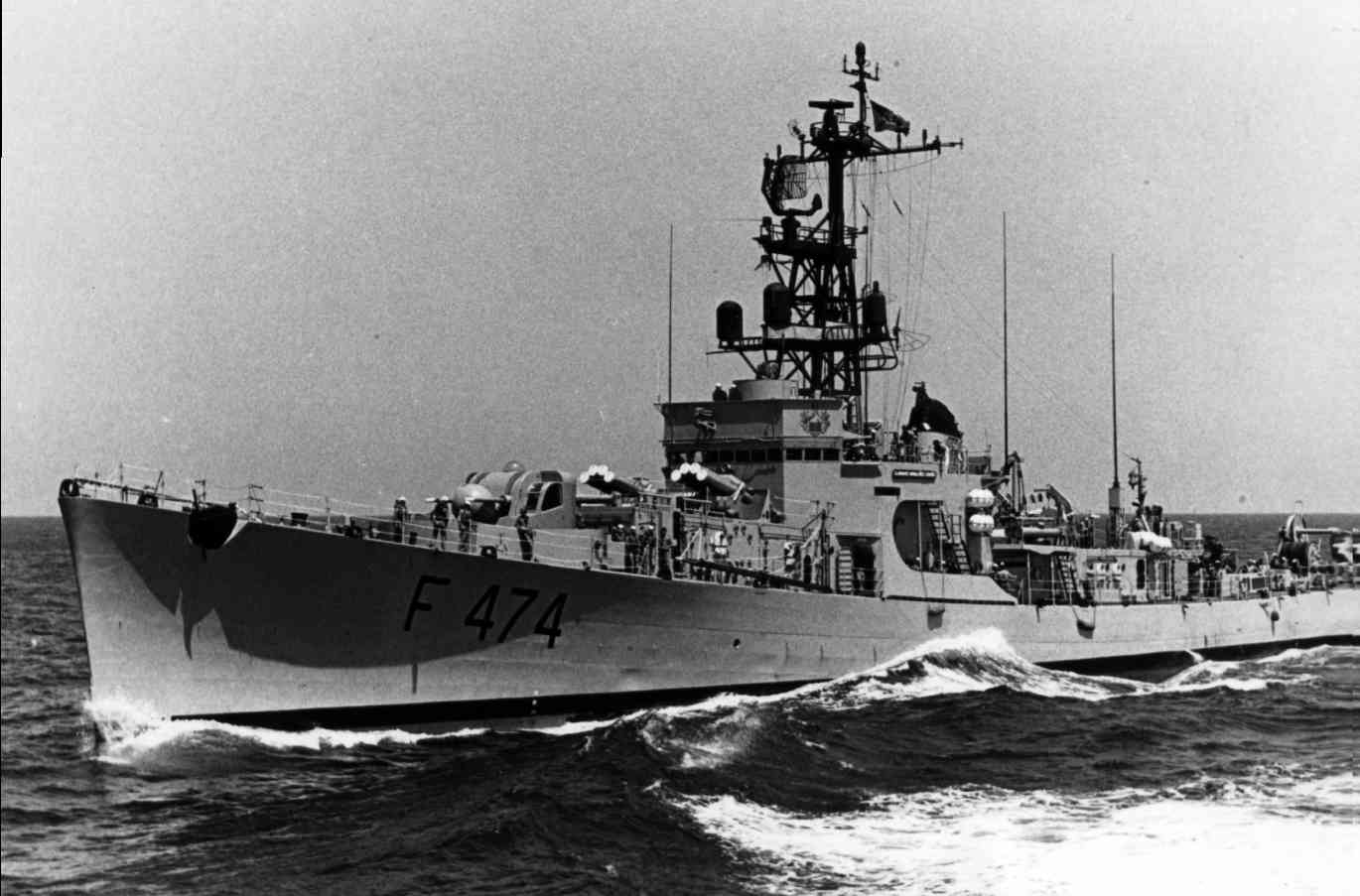
NRP Magalhães Corrêa, fragata anti-submarina da Marinha Portuguesa da década de 1970

Durante a Guerra Fria, a participação da Marinha em missões internacionais decorreu no quadro da NATO, através da integração de navios na Força Naval Permanente para o Atlântico – Standing Naval Force Atlantic (STANAVFORLANT). No ano de 1967, a NATO tinha efetuado uma revisão profunda do seu conceito estratégico, substituindo a doutrina da retaliação maciça pela doutrina da resposta flexível, prevendo respostas graduadas, envolvendo inicialmente apenas armas convencionais e só numa fase posterior armas nucleares. Esse conceito estratégico que originou a ideia da criação da STANAVFORLANT, efetuada em 14 de dezembro de 1967, e da Naval On Call Force in the Mediterranean (NAVOCFORMED), em 28 de maio de 1969. A STANAVFORLANT era uma Força Naval Permanente, com a participação da quase totalidade dos Aliados com costa atlântica, cinco dos quais em caráter permanente e os restantes (como Portugal) por períodos que oscilavam, geralmente, entre quatro a seis meses por ano. A NAVOCFORMED era uma força naval não permanente, constituída, essencialmente, pelos Aliados presentes na bacia do Mediterrâneo.
A STANAVFORLANT foi ativada, pela primeira vez, em 13 de janeiro de 1968, com a Marinha iniciando no ano seguinte uma participação regular, com a integração da fragata Almirante Pereira da Silva, em 12 de maio de 1969. A partir daí, a Armada passou a participar nesta Força Naval por períodos de cerca de quatro meses por ano – inicialmente com as fragatas da classe Almirante Pereira da Silva e, a partir de 1983, com as fragatas da classe Comandante João Belo.
Neste momento, o efetivo naval português integrado na STANAVFORLANT exercitava conceitos essencialmente defensivos, tendo em vista a proteção dos corredores de navegação transatlânticos, principalmente a defesa de comboios de navios transportando reforços militares para a Europa (com foco nas táticas de luta anti-submarina e anti-aérea). Contudo, planos de operações contemplando uma eventual confrontação direta no mar não eram desconsiderados. Todavia, com a queda do muro de Berlim, em novembro de 1989, e a posterior dissolução do Pacto de Varsóvia, em março de 1991, a NATO alterou a sua estratégia, passando de um conceito restrito de defesa (associado à resposta flexível) para um conceito mais ampliado de segurança, visando a prevenção de conflitos e a atuação fora de área tradicional de atuação, o Atlântico e o Mediterrâneo, numa conceção de fronteira de segurança mais alargada do que a fronteira literal.

##### Guerra do Ultramar
Paralelo à sua participação na NATO, a partir de 1961 a Marinha volta a dar novamente grande atenção a África, sendo parte activa na Guerra do Ultramar. Nesse período dá-se uma enorme expansão do número de corvetas, navios de patrulha e lanchas de desembarque destinados a apoiar as operações anfíbias. Nesta guerra destaca-se também a actuação dos destacamentos de fuzileiros especiais em operações de contra-guerrilha e operações de assalto anfíbio, bem como de companhias de fuzileiros navais para protecção de comboios fluviais e na defesa de instalações marítimas.
Com o fim da Guerra do Ultramar em 1975, a Marinha Portuguesa torna-se, pela primeira vez em quase 500 anos, uma marinha estritamente europeia, voltando a ter como atenção principal a ameaça naval soviética.

#### Pós-Guerra Fria
Com a queda da União Soviética e o fim da Guerra Fria, a NATO, e consequentemente o efetivo português lá presente, passaram por uma reformulação de propósitos. Esta mudança fica marcada pela Operação Southern Guard, ocasionada pela Guerra do Golfo, na qual ocorre a primeira participação portuguesa numa missão da NATO, representada pela fragata Comandante Sacadura Cabral. Nesse mesmo ano, o efetivo da Armada foi aumentado pelo comissionamento das fragatas da Classe Vasco da Gama, possibilitadas por meio de parcerias com membros NATO, além de participações mais duradouras na STANAVFORLANT.
Nos anos seguintes, a NATO empenhou-se em inúmeras operações de paz, o que também ocorreu com a União Europeia durante a Operação Concordia, na antiga República Jugoslava da Macedónia. A primeira missão naval sob a Política Europeia de Segurança e Defesa foi a Operação Atalanta, lançada formalmente em dezembro de 2008. Já com a ONU, o perfil de atividade da Armada também datava desde a Guerra Fria, crescendo ao final desta.
Depois disso, a Marinha participou em missões de vigilância e de patrulhamento na antiga Jugoslávia, como parte das operações Sharp Vigilance, Maritme Monitor, Sharp Fence e Sharp Guard de julho de 1992 a abril de 1996, realizadas pela União da Europa Ocidental (UEO) e pela NATO. Foram empenhadas nestes esforços a corveta Baptista de Andrade, as fragatas Comandante Roberto Ivens, Comandante Sacadura Cabral, Vasco da Gama e Álvares Cabral, o submarino Delfim e o navio reabastecedor Bérrio. Além disto, a Portugal foi confiada a gestão da Operação Sharp Guard, entre 1995 e 1996, enquanto comandava a STANAVFORLANT. A crise nesta região e as subsequentes tentativas para a resolução deste conflito interno durante toda a década de 1990 levaram a Marinha a participar, da mesma forma, com o reabastecedor Bérrio, entre dezembro de 1995 e maio de 1996, numa operação de apoio logístico ao contingente militar português na Bósnia-Herzegovina, e com a fragata Corte-Real, também efetivo da STANAVFORLANT, em 1999, na operação Allied Force.

## Estrutura
A Marinha compreende:
Chefe do Estado-Maior da Armada (CEMA);
Estado-Maior da Armada (EMA);
Órgãos centrais de administração e direcção (OCAD);
Órgãos de conselho;
Órgãos de implantação territorial;
Elementos da componente operacional do sistema de forças;
Órgãos do Sistema de Autoridade Marítima (SAM).

### Chefe do Estado-Maior da Armada
O CEMA é o comandante da Marinha, sendo o principal colaborador do Ministro da Defesa Nacional e do Chefe do Estado-Maior General das Forças Armadas em todos os assuntos respeitantes à Marinha. O Almirante CEMA é nomeado pelo Presidente da República, sob proposta do governo.

### Estado-Maior da Armada
O Estado-Maior da Armada é um órgão de apoio do CEMA para o estudo, concepção, planeamento e inspecção das actividades da Marinha. O EMA é chefiado por um Vice-Almirante denominado Vice-Chefe do Estado-Maior da Armada, coadjuvado por um Contra-Almirante denominado Sub-Chefe do Estado-Maior da Armada.

### Órgãos centrais de administração e direcção

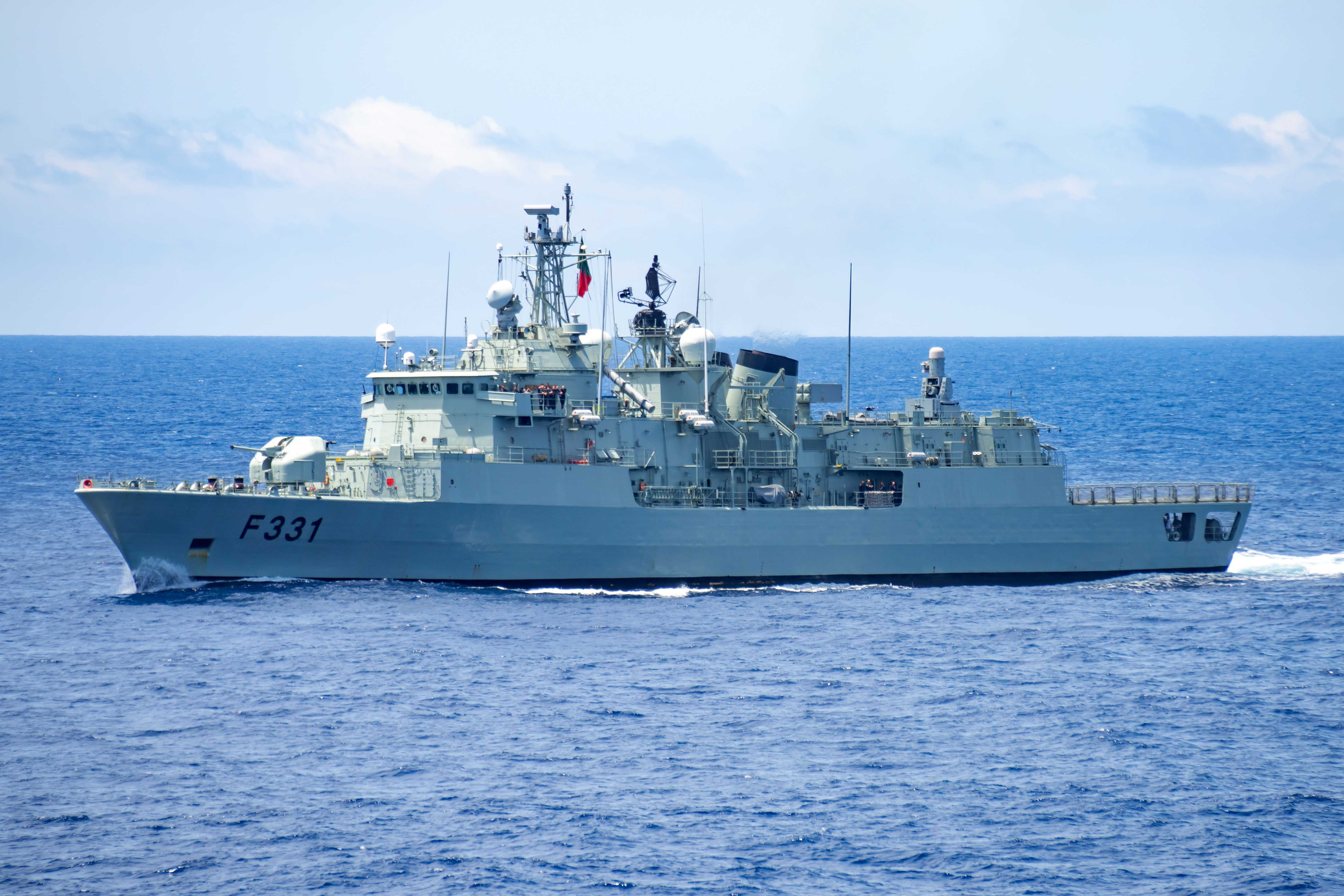
Fragata NRP Álvares Cabral

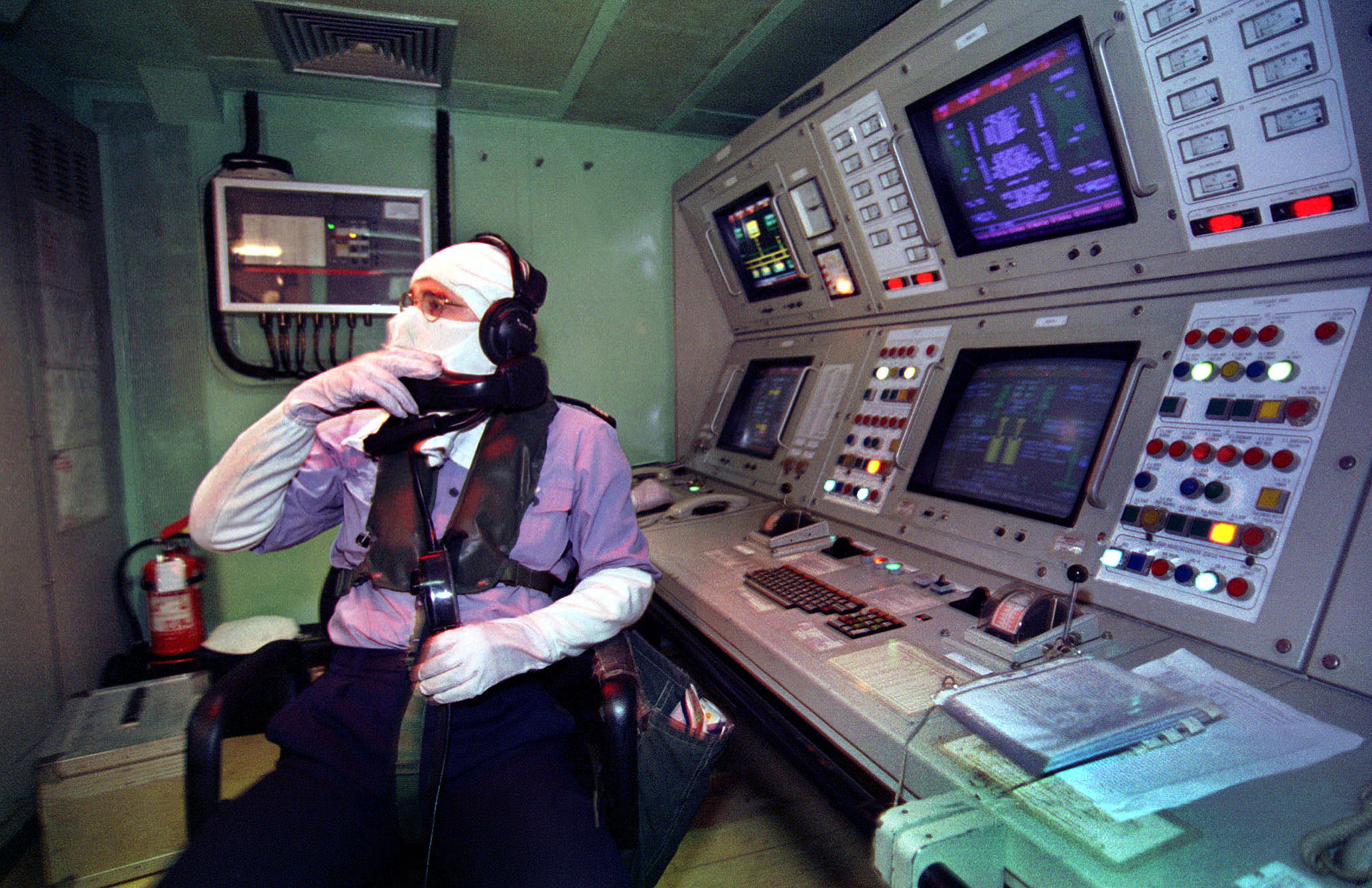
Centro de controlo de máquinas de uma fragata da classe Vasco da Gama

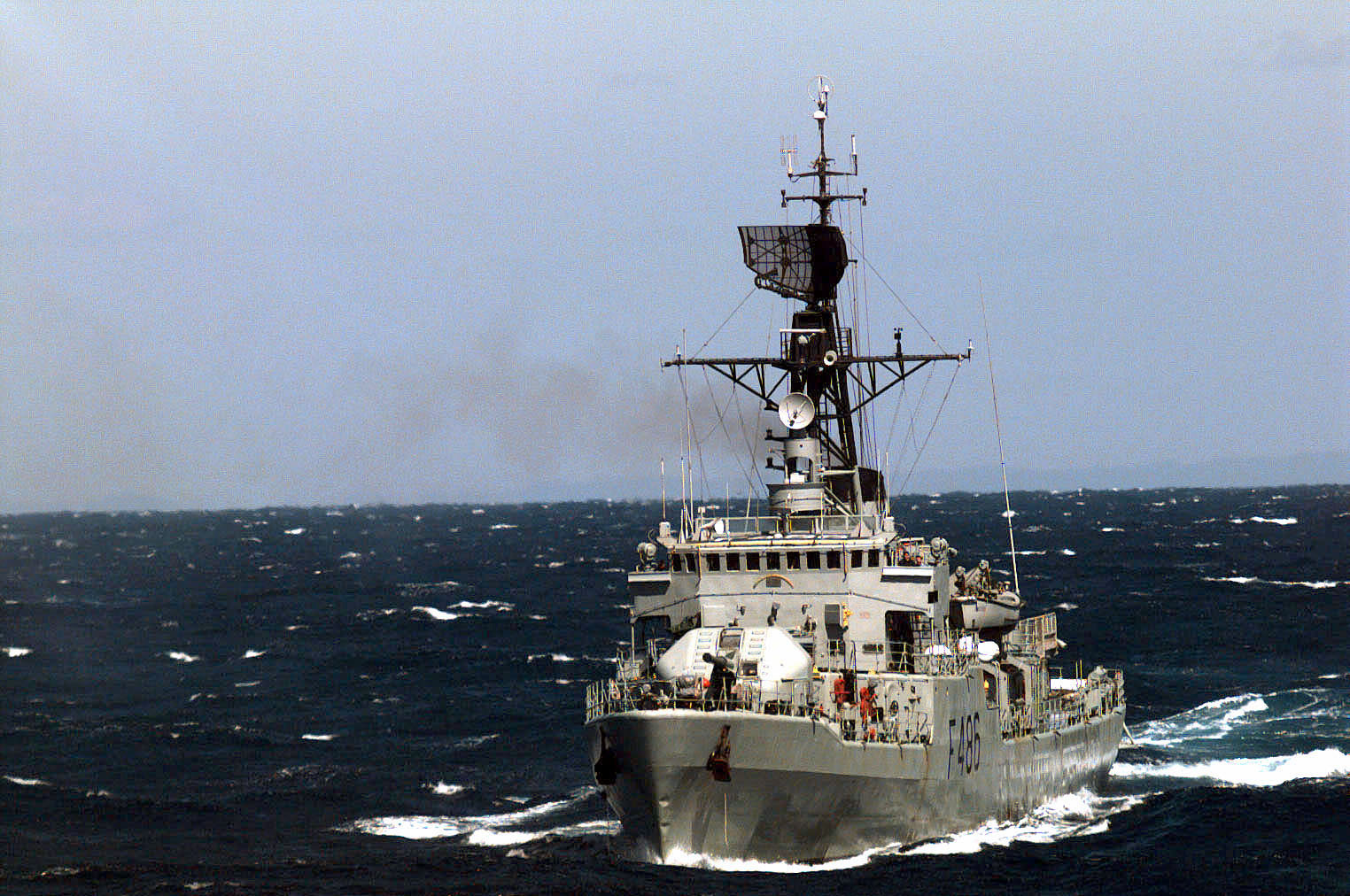
Corveta NRP Baptista de Andrade

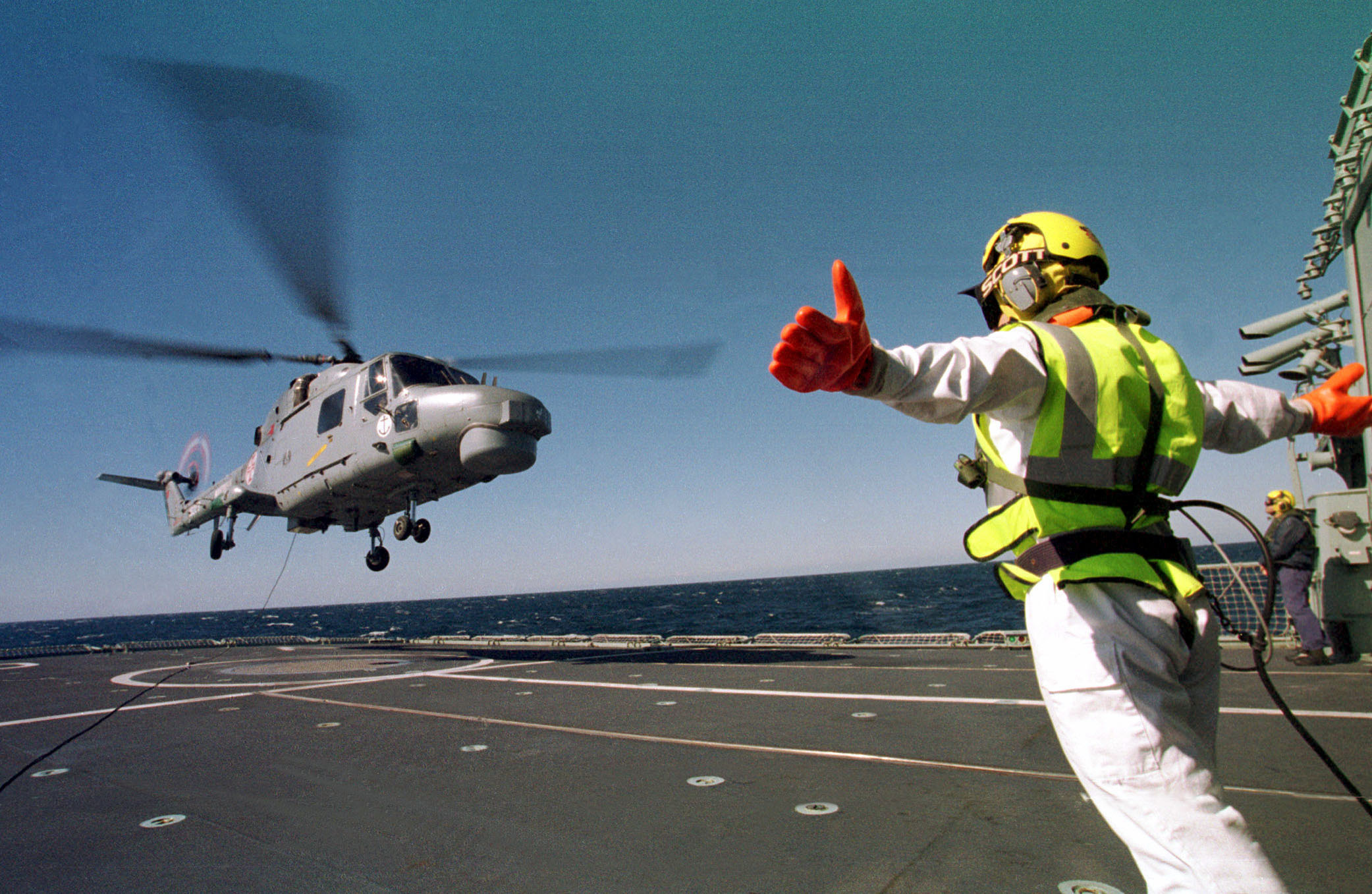
Westland Lynx da Esquadrilha de Helicópteros da Marinha, pousando numa fragata

Os órgãos centrais de administração e direcção (OCAD's) da Marinha são os seguintes:
Superintendência do Pessoal (SP) da qual dependem:
- Direcção de Pessoal (DP);
- Direcção de Formação (DF);
- Direcção de Saúde (DS);
- Direcção de Apoio Social (DAS);
- Chefia do Serviço de Justiça (CSJ);
- Chefia do Serviço de Assistência Religiosa (CSAR).
Superintendência do Material (SM) da qual dependem:
- Direcção de Navios (DN);
- Direcção de Abastecimento (DA);
- Direcção de Infraestruturas (DI);
- Direcção de Transportes (DT);
- Arsenal do Alfeite (AA);
- Direcção de Tecnologias de Informação e Comunicação (DITIC).
Superintendência das Finanças (SF) da qual dependem:
- Direcção de Administração Financeira (DAF);
- Direcção de Auditoria e Controlo Financeiro (DACF);
- Direção de Contabilidade e Operações Financeiras (DCOF).
Instituto Hidrográfico (IH);
Direcção de Análise e Gestão da Informação (DAGI).

### Órgãos de conselho
Os órgãos de conselho destinam-se a apoiar as decisões do CEMA em assuntos especializados e são os seguintes:
Conselho do Almirantado (CA);
Conselho Superior de Disciplina da Armada (CSD);
Junta de Revisão da Armada (JRA);
Comissão Cultural da Marinha (CCM).

### Comando Naval
O Comando Naval constitui o comando de componente naval das Forças Armadas Portuguesas e é chefiado por um vice-almirante designado "comandante naval". O comandante naval é responsável pelo planeamento, coordenação, condução e controlo da atividade operacional da Marinha, encontrando-se diretamente subordinado ao almirante Chefe do Estado-Maior da Armada.
Do Comando Naval dependem:
- Esquadrilha de Navios de Superfície;
- Esquadrilha de Subsuperficie;
- Esquadrilha de Helicópteros.
Comando do Corpo de Fuzileiros, do qual dependem:
- Base de Fuzileiros;
- Escola de Fuzileiros.
Comandos de zona marítima, subordinados ao Comando Naval:
- Comando de Zona Marítima do Norte;
- Comando de Zona Marítima do Centro;
- Comando de Zona Marítima do Sul;
- Comando de Zona Marítima dos Açores;
- Comando de Zona Marítima da Madeira.
Forças e Unidades Navais:
- Forças navais;
- Forças de fuzileiros.
Unidades Operacionais:
- Unidades navais operacionais;
- Unidades operacionais de fuzileiros.
Base Naval de Lisboa;
Centro Integrado de Treino e Avaliação Naval (CITAN).
Foi feito Membro-Honorário da Ordem do Infante D. Henrique a 20 de Junho de 2005.

### Órgãos de Implantação Territorial
Os órgãos de implantação territorial visam o apoio geral da Marinha e são os seguintes:
Escola Naval;
Órgãos de natureza cultural:
- Museu de Marinha;
- Planetário Calouste Gulbenkian;
- Aquário Vasco da Gama;
- Academia de Marinha;
- Biblioteca Central da Marinha.
Escola de Tecnologias Navais (ETNA) (ex-Grupos Nº1 e Nº2 de Escolas da Armada);
Centro de Comunicações e Cifra da Armada.
Unidades de Apoio:
- Unidade de Apoio às Instalações Centrais de Marinha;
- Unidade de Apoio ao Pessoal Militar do Arsenal do Alfeite.
Órgãos de execução de serviços, incluindo:
- Instalações Centrais de Marinha;
- Instalações Navais de Alcântara.

### Elementos da Componente Operacional do Sistema de Forças
Os elementos da componente operacional do sistema de forças são:
Comando Naval;
Comandos de zona marítima:
- Comando de Zona Marítima do Norte;
- Comando de Zona Marítima do Centro;
- Comando de Zona Marítima do Sul;
- Comando de Zona Marítima dos Açores;
- Comando de Zona Marítima da Madeira.
Forças:
- Forças navais;
- Forças de fuzileiros.
Unidades Operacionais:
- Unidades navais;
- Unidades de fuzileiros;
- Unidades de mergulhadores.

### Órgãos do Sistema de Autoridade Marítima
São órgãos do SAM:
Direcção-Geral de Autoridade Marítima;
Polícia Marítima.

## A Armada Presente e Futura
As unidades navais armadas da Marinha Portuguesa recebem o prefixo "N.R.P." antes do respectivo nome, significando "Navio da República Portuguesa". As unidades não armadas recebem o prefixo "U.A.M." significando "Unidade Auxiliar da Marinha".
A Marinha Portuguesa encontra-se numa fase de modernização e reequipamento desde 2018. Os submarinos da Classe Tridente realizaram a sua primeira grande revisão intermédia, onde foram desmontados e reparados os seus sistemas, assim como a revisão dos mastros, sistemas de armas e inspeções ao casco. Também as Fragatas da Classe Bartolomeu Dias, concluíram a sua modernização nos Países Baixos, através do programa MLU realizado de 2018 a 2022, no valor total de € 105 Milhões, onde foram melhorados os sistemas de armas, sensores, comunicações, ciberdefesa, distribuição de energia e sistemas de propulsão. Também os cinco helicópteros da Marinha Super Lynx Mk.95 estão num processo de modernização no Reino Unido, sendo que os primeiros quatro já foram recebidos, e passaram a designar-se Super Lynx Mk.95A, tendo recebido novos motores, guincho, glass cockpit, melhoramento de sistemas de ajuda e navegação, no valor total de € 69 Milhões, prevendo-se que todos os helicópteros sejam entregues até final de 2025. O programa MLU das Fragatas Classe Vasco da Gama no valor total de € 120 Milhões foi aprovado, presumindo-se que aconteça no quadriénio (2023-2026). A Marinha também tem recebido várias aeronaves não tripuladas de asa fixa e rotativa destinadas às Fragatas, Navios Patrulha e Lanchas ou submersíveis não tripulados (no caso dos mergulhadores).
Em 2023, foi assinada a construção de mais seis navios da Classe Viana do Castelo, no valor total €300 Milhões, a serem recebidos de 2027 a 2031, os quais serão acrescidos de valor militar, diferenciando-se assim dos primeiros quatro navios da mesma classe. Estarão equipados com novos sensores, radares, sonares, capacidade de guerra de minas, vigilância submarina e projeção de forças, com capacidade para laçar raides anfíbios de Fuzileiros.
O navio reabastecedor NRP Bérrio, será substituído por dois novos navios equivalentes, também com capacidade de transporte de cargas e veículos táticos, a serem recebidos até 2028, estando também prevista a construção de um Navio Polivalente Logístico (NPL) de transporte e desembarque de tropas e viaturas que deverá ser recebido até 2030.
Também será adquirido um navio multifunções, chamado de NRP D. João II, vocacionado para a vigilância e investigação marítima, equipado com uma zona de aterragem para helicópteros e veículos aéreos não tripulados, rampas para embarque de viaturas, doca alagável para operar embarcações remotamente controladas e lanchas. Terá uma guarnição de 90 militares e capacidade para alojar mais 100 militares em caso de necessidade. O navio será financiado por verbas do Plano de Recuperação e Resiliência, estando alocada uma verba de € 132 milhões para a sua construção, a ser realizada de 2023 a 2026.
Em 2023, a Marinha aprovou uma verba para a realização de um projeto de engenharia, com vista à construção dos seus novos Navios de Patrulha Costeira (NPC), destinados a substituir os navios das classes Argos, Centauro, Minho e Tejo. Já no final desse mesmo ano, foi confirmado pelo Chefe do Estado-Maior da Armada, Almirante Henrique Gouveia e Melo, que a Marinha iria adquirir 8 Navios de Patrulha Costeira (NPC), que irão começar a ser construídos em 2025, por um estaleiro português. Nesse mesmo ano, foi aprovada a próxima Lei de Programação Militar (2030-2042) na qual estão previstos mais de uma centena de projetos, cerca de quatrocentos subprojetos e oito projetos estruturantes. Até 2034, o orçamento para esta iniciativa deve ser de 5 570 milhões de euros, embora espera-se mais de 272 milhões de euros investidos na iniciativa até esse mesmo ano, tornando-se o projeto mais caro da história da Marinha Portuguesa.

### Submarinos
| Classe          | Foto            | Nome         | Comissão | Deslocamento (ton.) | Comprimento (m) | Velocidade (kn) | Autonomia (nmi) | Guarnição |
| Submarinos      |                 |              |          |                     |                 |                 |                 |           |
| Classe Tridente |                 | Arpão (S161) | 2010     | 2 020               | 68              | 20              | 12 000          | 33        |
| Classe Tridente | Tridente (S160) | 2009         | 2 020    | 68                  | 20              | 12 000          | 33              |           |

### Embarcações de superfície
| Classe                      | Foto                   | Nome                            | Commissão | Deslocamento (ton.) | Comprimento (m) | Velocidade (nós) | Autonomia (milhas náuticas) | Guarnição     |
| Fragatas                    |                        |                                 |           |                     |                 |                  |                             |               |
| Classe Bartolomeu Dias      |                        | Dom Francisco de Almeida (F334) | 1994      | 3 320               | 122,5           | 29               | 5 000                       | 176           |
| Classe Bartolomeu Dias      | Bartolomeu Dias (F333) | 1994                            |           | 3 320               | 122,5           | 29               | 5 000                       | 176           |
| Classe Vasco da Gama        |                        | Corte-Real (F332)               | 1992      | 3 200               | 115,90          | 32               | 4 000                       | 180           |
| Classe Vasco da Gama        | Álvares Cabral (F331)  | 1991                            |           | 3 200               | 115,90          | 32               | 4 000                       | 180           |
| Classe Vasco da Gama        | Vasco da Gama (F330)   | 1990                            | 142       | 3 200               |                 | 32               | 4 000                       | 180           |
| Corvetas                    |                        |                                 |           |                     |                 |                  |                             |               |
| Classe Baptista de Andrade  |                        | João Roby (F487)                | 1975      | 1 380               | 85              | 23               | 4 000                       | 71            |
| Classe João Coutinho        |                        | António Enes (F471)             | 1971      | 1 252               | 81              | 24               | 5 000                       | 93            |
| Navios patrulha oceânicos   |                        |                                 |           |                     |                 |                  |                             |               |
| Classe Viana do Castelo     |                        | Viana do Castelo (P360)         | 2010      | 1 750               | 83,1            | 23               | 4 859                       | 35            |
| Classe Viana do Castelo     | Figueira da Foz (P361) | 2013                            |           | 1 750               | 83,1            | 23               | 4 859                       | 35            |
| Classe Viana do Castelo     | Sines (P362)           | 2018                            |           | 1 750               | 83,1            | 23               | 4 859                       | 35            |
| Classe Viana do Castelo     | Setúbal (P363)         | 2019                            |           | 1 750               | 83,1            | 23               | 4 859                       | 35            |
| Navios de patrulha costeira |                        |                                 |           |                     |                 |                  |                             |               |
| Classe Tejo                 |                        | Tejo (P590)                     | 1995      | 450                 | 54              | 30               | 3 860                       | 24            |
| Classe Tejo                 | Douro (P591)           | 1994                            |           | 450                 | 54              | 30               | 3 860                       | 24            |
| Classe Tejo                 | Mondego (P592)         | 1992                            |           | 450                 | 54              | 30               | 3 860                       | 24            |
| Classe Tejo                 | Guadiana (P593)        | 1994                            |           | 450                 | 54              | 30               | 3 860                       | 24            |
| Lanchas                     |                        |                                 |           |                     |                 |                  |                             |               |
| Classe Centauro             |                        | Sagitário (P1158)               | 2001      | 94                  | 27              | 24               | 1 350                       | 8             |
| Classe Centauro             | Pégaso (P1157)         | 2001                            |           | 94                  | 27              | 24               | 1 350                       | 8             |
| Classe Centauro             | Orion (P1156)          | 2001                            |           | 94                  | 27              | 24               | 1 350                       | 8             |
| Classe Centauro             | Centauro (P1155)       | 2000                            |           | 94                  | 27              | 24               | 1 350                       | 8             |
| Classe Argos (1991)         |                        | Dragão (P1151)                  | 1991      | 97                  | 27              | 24               | 1 350                       | 8             |
| Classe Argos (1991)         | Escorpião (P1152)      | 1991                            |           | 97                  | 27              | 24               | 1 350                       | 8             |
| Classe Argos (1991)         | Cassiopeia (P1153)     | 1991                            |           | 97                  | 27              | 24               | 1 350                       | 8             |
| Classe Argos (1991)         | Hidra (P1154)          | 1991                            |           | 97                  | 27              | 24               | 1 350                       | 8             |
| Classe Argos (1991)         | Argos (P1150)          | 1991                            |           | 97                  | 27              | 24               | 1 350                       | 8             |
| Classe Rio Minho            |                        | Rio Minho (P370)                | 1991      | 70                  | 22,5            | 9,5              | 800                         | 8             |
| Navios hidrográficos        |                        |                                 |           |                     |                 |                  |                             |               |
| Classe Dom Carlos I         |                        | Almirante Gago Coutinho (A523)  | 1985      | 2 300               | 68,7            | 10,5             | 6 400                       | 49            |
| Classe Dom Carlos I         | Dom Carlos I (A522)    |                                 | 1985      | 2 300               | 68,7            | 10,5             | 6 400                       | 49            |
| Classe Andrómeda            |                        | Auriga (A5205)                  | 1988      | 245                 | 31,4            | 13               | 1 980                       | 19            |
| Classe Andrómeda            | Andrómeda (A5203)      |                                 | 1988      | 245                 | 31,4            | 13               | 1 980                       | 19            |
| Veleiros                    |                        |                                 |           |                     |                 |                  |                             |               |
|                             |                        | Sagres (A520)                   | 1937      | 1 940               | 70,4            | 10,5             | 5 450                       | 139           |
|                             |                        | Creoula (UAM201)                | 1937      | 1 300               | 67,4            | -                | -                           | 38            |
|                             |                        | Polar (A5204)                   | 1977      | 70                  | 22,9            | -                | -                           | 5             |
|                             |                        | Zarco                           | 1983      | 60                  | 23              | 12               | -                           | 4 + 8 cadetes |

Além das unidades acima referidas a Marinha Portuguesa possui um elevado número de pequenas embarcações de patrulha, de operações anfíbias e auxiliares.

### Aeronaves
| Modelo                   | Foto | Fabricante            | Vel. máxima | Teto    | Alcance | Entrada em serviço | Esquadrilha | Unidades |
| ------------------------ | ---- | --------------------- | ----------- | ------- | ------- | ------------------ | ----------- | -------- |
| Helicópteros             |      |                       |             |         |         |                    |             |          |
| Westland Super Lynx Mk95 |      | GKN Westland Aircraft | 296 km/h    | 3 230 m | 188 km  | 1993               | -           | 5        |

### Veículos aéreos não tripulados
- 6 ×  Beyond Vision VTOne;[83][84]
- 6 ×  Beyond Vision HEIFU;[84]
- 4 ×  UAVision UX Spyro;[85]
- 2 ×  UAVision Ogassa OGS42/V;[86]
- ? ×  Tekever AR3;[87]
- ? ×  Tekever AR4;[88]
- ? ×  X-1001;[89]
- ? ×  AeroVironment RQ-20 Puma;[90]
- ? ×  Autel EVO II Dual 640T Enterprise V2.[91]

## Fileiras da Armada Portuguesa
As fileiras na Armada Portuguesa são as das seguintes tabelas. As divisas/galões são colocados na braçadeira do uniforme de passeio nas categorias de oficial e sargento, enquanto que nos praças são colocados entre o cotovelo e o ombro, excetuando a fileira de cabo-mor que também fica na braçadeira.

### Oficiais
|                     |           |                |                  |          |                         |                    |                 |                  |                 |                             |      |
| Código OTAN         | OF-10     | OF-9           | OF-8             | OF-7     | OF-6                    | OF-5               | OF-4            | OF-3             | OF-2            | OF-1                        | OF-1 |
|                     |           |                |                  |          |                         |                    |                 |                  |                 |                             |      |
| Portugal            |           |                |                  |          |                         |                    |                 |                  |                 |                             |      |
| Almirante da Armada | Almirante | Vice-Almirante | Contra-Almirante | Comodoro | Capitão de Mar e Guerra | Capitão de Fragata | Capitão-Tenente | Primeiro-Tenente | Segundo-Tenente | Subtenente e Guarda-Marinha |      |
|                     |           |                |                  |          |                         |                    |                 |                  |                 |                             |      |

### Sargentos e Praças
| Código OTAN  | OR-9           | OR-8              | OR-7              | OR-6             | OR-5            | OR-4                | OR-3               | OR-2             | OR-2            | OR-1 |
| ------------ | -------------- | ----------------- | ----------------- | ---------------- | --------------- | ------------------- | ------------------ | ---------------- | --------------- | ---- |
| Portugal     |                |                   |                   |                  |                 |                     |                    |                  |                 |      |
| Sargento-Mor | Sargento-Chefe | Sargento-Ajudante | Primeiro-Sargento | Segundo-Sargento | Cabo-Mor e Cabo | Primeiro-Marinheiro | Segundo-Marinheiro | Primeiro-Grumete | Segundo-Grumete |      |
|              |                |                   |                   |                  |                 |                     |                    |                  |                 |      |

### Alunos e Aspirantes
| Código OTAN    | OF-D                               | OF-D                                 | OF-D                                 | Oficiais Alunos                | Sargentos Alunos                  | Sargentos Alunos            | Praças Alunos                     | Praças Alunos               |
| -------------- | ---------------------------------- | ------------------------------------ | ------------------------------------ | ------------------------------ | --------------------------------- | --------------------------- | --------------------------------- | --------------------------- |
| Portugal       |                                    |                                      |                                      |                                |                                   |                             |                                   |                             |
| Guarda-Marinha | Aspirante a oficial (Escola Naval) | Aspirante a oficial (outros)         | Cadete                               | Segundo-Subsargento            | Segundo-Grumete Instruendo        | Segundo-Grumete             | Segundo-Grumete Recruta           |                             |
|                |                                    |                                      |                                      |                                |                                   |                             |                                   |                             |
|                | (Aluno de 3º)                      | (Aluno de 2º) Instrução complementar | (Aluno de 2º) Instrução complementar | (Aluno de 1º) Instrução básica | (2º Curso) Instrução complementar | (1º Curso) Instrução básica | (2º Curso) Instrução complementar | (1º Curso) Instrução básica |

Fontes: